# Smutná Líza
Smutná Líza (v anglickém originále Moaning Lisa) je 6. díl 1. řady (celkem 6.) amerického animovaného seriálu Simpsonovi. Scénář napsali Al Jean a Mike Reiss a díl režíroval Wes Archer. V USA měl premiéru dne 11. února 1990 na stanici Fox Broadcasting Company a v Česku byl poprvé vysílán 12. února 1993 na stanici ČT1.

## Děj
Líza se jednoho rána probudí smutná. Ve škole má problémy s učitelem hudby kvůli improvizaci a v tělocvičně se zdráhá hrát vybíjenou. Doma se Homer a Bart navzájem tlučou při videoboxu, ale i přes Homerovy pokusy se mu nepodaří Barta porazit. Homer a Marge se snaží Lízu povzbudit, ale ta je pohlcena existencialismem a starostmi o všechno utrpení na světě. Líza ve svém pokoji uslyší hudbu, která vychází z okna. Vydá se za hudbou přes město a potká Murphyho Krvavou dáseň, oduševnělého saxofonistu hrajícího blues. Líza se od něj učí vyjadřovat se prostřednictvím hudby, aby ji vzápětí objevila a odvedla pryč Marge. 
Homer jde do herny a požádá o pomoc odborníka na arkádový box, zatímco Marge vezme Lízu na zkoušku kapely. Řekne Líze, aby se usmívala bez ohledu na to, jak se uvnitř cítí, aby potlačila své emoce, aby byla oblíbená, a že štěstí bude následovat. Když však vidí, že Líza skrývá své skutečné pocity a že ji spolužáci a učitelka využívají, Marge změní názor a řekne Líze, aby byla sama sebou, a její podpora pomůže Líze, aby se cítila skutečně šťastná. Když se Homer vrátí domů, chystá se porazit Barta v odvetě, ale Marge odpojí herní konzoli, aby oznámila Lízino uzdravení, zatímco Bart prohlásí, že odchází do důchodu jako neporažený šampion ve videoboxu. Později Simpsonovi navštíví jazzový klub, aby si poslechli, jak Murphy Krvavá dáseň zpívá bluesové číslo, které napsala Líza. Píseň, kterou Líza zpívá, je založena na skladbě „Third Degree“ od Erica Claptona.

## Produkce
Díl byl první epizodou seriálu, která se zaměřila na Lízu. Nápad na ni vnesl producent Simpsonových James L. Brooks, jenž chtěl natočit díl, v němž by Líza byla smutná, ale nevěděla proč. Scenáristé také cítili, že v seriálu už natočili několik žertovných epizod, a chtěli zkusit něco nového, co by bylo „opravdu emocionální a milé“.
Scenáristé Al Jean a Mike Reiss byli sice zpočátku nadšeni, že mohou napsat epizodu, kterou jim nadhodil jejich hrdina Brooks, ale nebyli si jisti, že epizoda s tématem deprese bude fungovat. Matt Groening se dvojici posmíval, že jim epizodu přidělili, zatímco Sam Simon jim řekl, že Brooks se o natočení takové epizody snaží už od Taxi. Podle Reisse epizoda zakládá Lízu jako postavu, protože v jeho a Jeanově předchozí epizodě Taková nenormální rodinka se chová stejně špatně jako Bart.
Píseň, kterou Líza v této epizodě zpívá, se později v rozšířené podobě znovu objevila na CD The Simpsons Sing the Blues. Pan Largo, Lízin učitel hudby, byl částečně inspirován učitelem hudby, kterého měl Groening v dětství. Návrhy boxerů ve videohře, kterou Homer a Bart hrají, byly volně založeny na Homerovi a Bartovi a rozhodčí ve hře byl založen na postavě z komiksu Matta Groeninga Life in Hell. Murphy Krvavá dáseň byl volně založen na slavném bluesovém hudebníkovi Blind Lemon Jeffersonovi. Ralph Wiggum, Murphy Krvavá dáseň a Jacqueline Bouvierová (během Margina vzpomínání na dětství) se v této epizodě poprvé objevili v Simpsonových.

## Přijetí
V původním americkém vysílání se díl umístil na 34. místě v týdenní sledovanosti v týdnu od 5. do 11. února 1990 s ratingem 13,8 podle Nielsenu. V tomto týdnu se jednalo o nejlépe hodnocený pořad na stanici Fox.
Autoři knihy I Can't Believe It's a Bigger and Better Updated Unofficial Simpsons Guide, Warren Martyn a Adrian Wood, uvedli: „Některé scény této nejsyrovější epizody Simpsonových poslaly diváky vychované na pozdějších řadách na záchod. Ano, závěrečné momenty vám možná způsobí husí kůži, ale i tak je zde co doporučit. ve skutečnosti je podzápletka Homer–Bart zdařilejší než hlavní dějová linie; Homerova noční můra o jejich vztahu je skutečně znepokojivá.“.
David B. Grelck v recenzi 1. řady na DVD ohodnotil epizodu známkou 2,5 z 5 a dodal: „Líza v této epizodě rozvíjí velkou část své budoucí osobnosti. Rodinná dynamika začíná zapadat na své místo, stejně jako vztah mezi Homerem a Lízou.“.
Colin Jacobson z DVD Movie Guide v recenzi uvedl, že „celkově to byla dost nudná epizoda“, a dodal, že „měla pár momentů, jako například videoherní boxerské zápasy mezi Homerem a Bartem, ale Líza v tuto chvíli postrádala sílu, aby unesla celý díl“.
Yeardley Smithová, dabérka Lízy, uvedla tuto epizodu jako jednu ze svých nejoblíbenějších epizod Simpsonových.
Mike Reiss ve svých pamětech Springfield Confidential z roku 2018 označil epizodu za jednu ze čtyř, které přinesly nové poznatky, vedle dílů Jaký otec, takový klaun, Homer na pálce a původního Zvláštního čarodějnického dílu.

## Domácí vydání
Epizoda byla nejprve vydána na domácím videu ve Spojeném království, jako součást VHS vydání s názvem The Simpsons Collection s Homerovou odyseou. V USA byla vydána na VHS vydání The Best of The Simpsons, Vol. 2 (1997) s dílem Bart generálem aneb Kdopak by se Nelsona bál. Ve Spojených státech byla později znovu vydána ve sběratelské edici box setu prvních tří dílů kolekce The Best of The Simpsons.
Ve Spojeném království byla znovu vydána jako součást VHS boxu kompletní první řady, jenž vyšel v listopadu 1999. Na DVD epizoda debutovala jako součást DVD setu první řady Simpsonových, který vyšel 25. září 2001. Groening, Reiss, Archer a Jean se podíleli na komentáři k DVD. Digitální edice první řady seriálu byla ve Spojených státech vydána 20. prosince 2010, a to prostřednictvím služeb Amazon Video a iTunes.